# Trockenrasen-Blättereule
Die Trockenrasen-Blättereule (Pachetra sagittigera) oder Weißgraue Garteneule ist ein Schmetterling (Nachtfalter) aus der Familie der Eulenfalter (Noctuidae).

## Merkmale

### Falter
Die Flügelspannweite der Falter beträgt 32 bis 45 Millimeter, wobei die Weibchen oftmals als besonders groß auffallen. Die Farbe der Vorderflügel variiert beträchtlich und zwar von blass grau über dunkelgrau und rötlichbraun bis zu dunkelbraun. In erster Linie sind klimatische oder geologische Einflüsse für die farbliche Ausgestaltung verantwortlich. Nieren- und Ringmakel sind groß, oftmals deutlich hellgrau und teilweise bräunlich gefüllt. Das liegende W-Zeichen der Wellenlinie ist hingegen meist undeutlich, während die nach innen gerichteten schwarzen Pfeilflecke auffälliger hervortreten. Mittelfeld und Zapfenmakel sind in der Regel verdunkelt, während der Innenwinkel aufgehellt ist. Die Hinterflügel sind bei den Männchen einfarbig hell graubraun, bei den Weibchen etwas dunkler. Die Adern treten ebenso wie ein Mittelfleck deutlicher hervor. Der Saum ist bei allen Flügeln oftmals abwechselnd braun und hellgrau gezeichnet. Aufgrund der bis zur Spitze beidseitig gekämmten Fühler lassen sich die männlichen Falter gut von zeichnungsmäßig ähnlichen Arten unterscheiden. Außerdem sind die Flügel bei beiden Geschlechtern vergleichsweise kurz und breit, was den Faltern ein kompaktes, kräftiges Erscheinungsbild verleiht.

### Ei, Raupe, Puppe
Das kugelige, unten stark abgeflachte Ei zeigt auf der Oberfläche deutliche Rippen. Es ist zunächst gelblich gefärbt, später karminrot mit breiter, weißer Binde. Die Raupen sind in der Regel von hellbrauner Farbe, haben eine gelbliche Rückenlinie sowie breite, dunkelbraune Seitenstreifen. Deutlich treten die schwarzen Stigmen hervor. Die rotbraune Puppe hat eine gedrungene Form, mit gerunzeltem Kremaster und zwei Spitzen am Ende.

### Ähnliche Arten
- Moorwald-Blättereule (Papestra biren)
- Graue Bergraseneule (Lasionycta proxima)
- Pfeilflecken-Kräutereule (Lacanobia contigua)
- Zahneule (Hada plebeja)

## Geographische Verbreitung und Lebensraum
Die Art ist in Mittel- und Südeuropa weit verbreitet sowie weiter östlich durchgehend bis zum Ural. Nördlich verläuft die Grenze jeweils am südlichen Rand Englands, Schwedens und Finnlands. Die südliche Verbreitung reicht über Vorder- und Mittelasien und dem Altai bis zur Mongolei. In Nordafrika ist die Art durch die ssp. melanophaea (Zerny, 1934) vertreten. In den Alpen steigt sie bis auf etwa 1300 Meter Höhe. Die Trockenrasen-Blättereule kommt bevorzugt in trockenem, offenem Gelände vor. Sie ist aber auch in mäßig feuchten Wäldern, buschigen Grasflächen, Geröllwiesen sowie Gärten und Parklandschaften anzutreffen.

## Lebensweise
Die Trockenrasen-Blättereule bildet eine Generation pro Jahr, deren Falter von Mai bis Juli fliegen. Die Falter sind überwiegend nachtaktiv, saugen gelegentlich an den Blüten von Berberitze (Berberis vulgaris) und erscheinen an künstlichen Lichtquellen und Ködern. Die Raupen leben ab August. Sie ernähren sich nachts von verschiedenen Gräsern, beispielsweise von Echtem Schaf-Schwingel (Festuca ovina) sowie von Rispen- (Poa) und Süßgräsern (Gramineae). Am Tage verstecken sie sich unter trockenen Blättern und Steinen, mitunter in der lockeren Erde von Maulwurfshügeln. Die Raupen überwintern und verpuppen sich im April des folgenden Jahres in einem lockeren Gespinst in der Erde.

## Gefährdung
Die Trockenrasen-Blättereule ist in Deutschland weit verbreitet und gebietsweise zahlreich anzutreffen, so dass sie als nicht gefährdet gilt.